# Mahou no Iroha!
Mahou no Iroha! (魔法のいろは!, Mahō no Iroha!), còn được biết đến với tên Magic Iroha, là tác phẩm manga của Inoue Kazurou, mangaka được biết đến với manga và anime Midori no Hibi, Ai Kora. Nó được đăng trên tạp chí phát hành hằng tháng Shōnen Sunday Super của Shogakukan từ năm 2009 đến năm 2011, sau đó tập hợp lại thành 3 tankōbon.

## Cốt truyện
Không chơi giỏi các môn thể thao, không nổi bật, và không giỏi ở trường, Naoki học sinh trung học cắm đầu vào các trò chơi video và ero books. Nhưng một ngày, một cô gái dễ thương tên là Iroha xuất hiện, tự xưng là con gái của cậu đến từ tương lai 20 năm sau. Rõ ràng, trong tương lai phép thuật đã được tìm ra, và cô đã trở lại quá khứ bằng phép thuật để bảo vệ cha thân yêu của mình trước một tương lai đen tối.

### Nhân vật chính
Naoki Rikka
Nhân vật chính của câu truyện, một học sinh trung học bình thường, suốt ngày chỉ biết tới game, ero books nhưng trong tương lai thì chính cậu là người tìm ra phép thuật và trở thành một vị vua. Trong những ngày đầu cậu là một vị vua tốt nhưng sau đó cậu cưới một lúc 500 cô gái. Sau đó càng ngày cậu càng trở thành một bạo chúa và bị xử chém. Đó là lý do để Iroha Rikka quay về quá khứ 20 năm sau để tìm hiểu tại sao. Dù còn nhỏ nhưng cậu đã thể hiện tình yêu rất nhiều với con gái mình, mặc cho mọi nguy hiểm.
Iroha Rikka
Một cô gái trở lại quá khứ từ tương lai 20 năm sau, và con gái của Naoki. Cô đã dùng phép thuật quay về quá khứ để cứu Naoki Rikka trước một tương lai đen tối, khủng khiếp và số phận bi thảm. Cô đến trường với Naoki với danh nghĩa là em họ của cậu. Mặc dù cô ấy gây ra nhiều vấn đề cho Naoki, đặc biệt là khi sử dụng phép thuật ở trường nhưng cô cũng thể hiện tình yêu thương rất nhiều với papa của mình.
Thiết kế nhân vật của Iroha giống như Midori Kasugano, nhân vật chính của Midori no Hibi, tác phẩm nổi tiếng trước đó của Inoue Kazurou.
Reika Kujou
Một phù thủy đến từ tương lai, là con gái 92 của Naoki. Cô ấy được biết tới là "người sử dụng cây chổi ma thuật", cô tìm cách giành được trái tim của Naoki để trở thành hoàng hậu trong tương lai.
Ichinose Saki
Đứa con thứ 13 của Rikka. Saki là đứa con trai duy nhất trong số tất cả những đứa con của Rikka, nhưng cậu đã bị biến thành một cô gái khi cậu được 6 tuổi bởi Rikka trong tương lai. Saki bất bình với Rikka và đến đây để giết anh ta.

### Nhân vật phụ
Nanako
Một cô bạn cùng lớp của Naoki, là người cậu thích. Một cô gái ngọt ngào, cô gái biết quan tâm tới người khác, nhưng lại có thể hoặc không quan tâm đến anh ta.